# Jay Buente
Jay Phillip Buente (né le 28 septembre 1983 à Evansville, Indiana, États-Unis) est un lanceur droitier de baseball qui évolue dans les Ligues majeures en 2010 et 2011.

## Carrière
Jay Buente est drafté au 14e tour par les Marlins de la Floride en 2006. Il fait ses débuts dans les majeures le 27 mai 2010 pour les Marlins, face aux Braves d'Atlanta. Il apparaît dans huit matches des Marlins, chaque fois comme lanceur de relève, en 2010.
En 2011, Buente ne joue qu'un match pour l'équipe de Miami, et c'est pour ses services de lanceur partant que les Marlins font appel à lui. Il accorde quatre points, dont trois points mérités, en seulement trois manches lancées le 22 mai contre les Rays de Tampa Bay et écope d'une première décision perdante en carrière. Trois jours plus tard, alors qu'il est soumis au ballottage, il est réclamé par l'équipe même qui l'avait malmené lors de son premier départ et il rejoint les Rays. Il ne joue qu'un match dans lequel il lance deux manches avec les Rays et est libéré de son contrat le 14 septembre suivant.